# تارتاریک اسید
تارتاریک اسید یک اسید دوپروتونه و ارگانیک می‌باشد که به صورت طبیعی در بسیاری از میوه‌ها و سبزیجات همانند موز، انگور و تمر هندی یافت می‌شود. همچنین تارتاریک اسید یکی از اسیدهای موجود در شراب می‌باشد. این اسید را برای ایجاد مزهٔ ترش به دیگر غذاها می‌افزایند. همچنین این اسید یک آنتی‌اکسیدان می‌باشد. این اسید کریستال‌های سفید دارد و نمک آن تارترات نامیده می‌شود.

اسید تارتاریک

تارتاریک اسید نخستین بار در سال ۸۰۰ میلادی توسط دانشمند ایرانی جابر ابن حیان از تجزیهٔ پتاسیم تارتار به دست آمد. روش‌های مدرن تجزیه توسط شیمی‌دان سوئدی کارل ویلهلم شیله در سال ۱۷۶۹ میلادی انجام شده‌است. تارتاریک اسید یک هیدروکسی اسید است. هیدروکسی اسیدها گروهی از اسیدهای کربوکسیلیک هستند که یک گروه عاملی هیدروکسیل به آنها افزوده شده‌است.